# Radu Drăgușin
Radu Matei Drăgușin (Bukarest, 2002. február 3. –) román válogatott labdarúgó, a Tottenham Hotspur játékosa.

## Pályafutása

### Klubcsapatokban

#### Junior évek
Drăgușint unokatestvére beszélte rá a labdarúgásra, és hétéves korában csatlakozott a Sportul Studențesc csapatához. Négy évig játszott a klubnál, mielőtt az megszűnt volna, majd a Regal Sport București-hez igazolt, ahol többek között Octavian Popescu és Luca Florică csapattársa volt.

#### Juventus
2018-ban a Chelsea, a Paris Saint-Germain és az Atlético Madrid is érdeklődött iránta, végül 260 000 euróért az olasz Juventushoz igazolt. Kezdetben az U17-es csapatban játszott, de hamar átkerült az U19-es csapatba. 2020. január 25-én, bemutatkozott a Juventus U23-as csapatában a Pro Patria ellen, a 36. percben Raffaele Alcibiade-t csereként váltotta.
November 8-án Andrea Pirlo a keretbe nevezte a Lazio elleni Serie A mérkőzésre. December 2-án debütált klubjában és egyben a nemzetközi kupában is, csereként a Dinamo Kijiv ellen 3–0-ra megnyert hazai mérkőzésen a Bajnokok Ligája csoportkörében. 11 nappal később debütált a bajnokságban, a 90. percben állt be Matthijs de Ligt helyére a Genoa elleni 3–1-es idegenbeli győzelem alkalmával.
2021. január 13-án játszotta első mérkőzését a Coppa Italiában, szintén a Genoa ellen egy hosszabbítás után 3-2-es sikerrel végződő mérkőzésen. Felnőtt pályafutása első gólját 2021. február 13-án szerezte az U23-as csapatban, az AlbinoLeffe elleni 3–0-s idegenbeli győzelem alkalmával. Kiemelkedő teljesítménye miatt áprilisban 4 évvel meghosszabbította a szerződését a Juventus.

#### Sampdoria
2021. augusztus 31-én egy idényre kölcsönbe került a Sampdoriához. Október 22-én debütált a Spezia ellen 2–1-re megnyert bajnoki mérkőzésen, amelyen a megsérült Valerio Verre helyére állt be a 19. percben. Öt nappal később Roberto D’Aversa vezetőedző a kezdőbe nevezte az Atalanta elleni bajnoki mérkőzésen, amelyet csapata 1–3-ra elveszített. 2022. január 30-án, felbontották a kölcsönszerződését a Sampdoriával.

#### Salernitana
2022. január 31-én, a szezon hátralévő részére kölcsönbe a Salernitanához került. Február 7-én debütált a Spezia elleni 2–2-es döntetlen alkalmával.

#### Genoa
2022. július 14-én vételi opcióval kölcsönbe került az akkor Serie B-ben szereplő Genoához. 2023. január 25-én ügynöke bejelentette, hogy a végleges átigazolási záradék érvénybe lépett, az Genoa 5,5 millió euró körüli összeget fizetett érte, plusz 1,8 millió euró bónusz bizonyos feltételek megtörténése esetén.
A 2022–23-as szezonban 38 bajnoki mérkőzésen lépett pályára és négy gólt szerzett, a Genoa a második helyen végzett a bajnokságban és feljutott a Serie A-ba. Első gólját a Serie A-ban 2023. november 10-én szerezte, a Hellas Verona elleni 1–0-s hazai győzelem alkalmával. December 21-én a Gazeta Sporturilor napilap bejelentette, hogy Drăgușin lett a 2023-as Az év román labdarúgója díj nyertese. Nyolc nappal később egy fejesgóllal egyenlített az Internazionale elleni hazai mérkőzésen, amely 1–1-es döntetlennel zárult.

#### Tottenham Hotspur
2024. január 11-én 6 évre szóló szerződést írt alá a Tottenham Hotspur csapatával. Sajtóhírek szerint Drăgușin a Bayern München ajánlatát utasította vissza, hogy a Spurshöz igazoljon. 25 millió euró (21,5 millió font) átigazolási díjat fizetett érte a londoni klub, ezzel ő lett a legdrágább román labdarúgó, megelőzve Adrian Mutu 2003-as, Veronától a Chelsea-hez való 22,5 millió eurós (15,8 millió font) átigazolási rekordját. Továbbá a Genoa további 5 millió eurót (4,3 millió font) kaphat bónuszként.
Január 14-én mutatkozott be a Premier League-ben, a 85. percben Oliver Skipp helyére beállva egy 2–2-es döntetlen során a Manchester United ellen. Március 16-án lépett pályára először kezdőként a Tottenhamben, egy 3–0-s idegenbeli vereség alkalmával a Fulham ellen.
2024. szeptember 26-án Drăgușint kiállították hét perccel az Európa-liga debütálása után, végül csapata 3–0-ra nyert a Qarabağ ellen.

### A válogatottban
Többszörös román korosztályos válogatott. Adrian Mutu menedzser beválogatta az U21-es Európa-bajnokságra a román válogatottba. A torna alatt csak egy mérkőzésen játszott, a Németország elleni gól nélküli döntetlen alkalmával csereként a sérült Alex Pașcanu helyére állt be a 63. percben.
2022 márciusában kapott először meghívót Románia felnőtt válogatottjába. A Görögország ellen 1–0-ra elveszített barátságos mérkőzésen debütált, a 88. percben lépett pályára csereként Adrian Rus-t váltva. A következő évben az Euro 2024 selejtezősorozat mind a tíz mérkőzésén pályára lépett, Románia pedig az I. csoport első helyén végzett.
2024. június 7-én beválogatták Románia keretébe a 2024-es Európa-bajnokságra. Mind a négy mérkőzésen kezdőként lépett pályára, Andrei Burcăval alkotva védelmi párost. Románia megnyerte csoportját, de a nyolcaddöntőben a Hollandia elleni vereséggel kiesett.
2024. október 12-én megszerezte első gólját a román válogatottban, egy 3–0-s idegenbeli győzelem során Ciprus ellen, a 2024–2025-ös Nemzetek Ligája kiírásában.

## Játékstílusa
Drăgușin példaképe Virgil van Dijk, akivel azóta össze is hasonlította őket a média testfelépítésük, labdabiztosságuk és helyezkedésük miatt. Drăgușin alapvetően középhátvéd poszton játszik, de képes a jobbhátvéd szerepét is betölteni, ha szükséges.

## Magánélete
Drăgușin Bukarestben született Svetlana és Dan Drăgușin gyermekeként, előbbi román válogatott kosárlabdázó, utóbbi román válogatott röplabdázó volt. Van egy Meira nevű húga, aki szintén kosárlabdázik.

## Statisztika

### Klubcsapatokban
2025. január 8-i állapot szerint.
| Klub                     | Szezon           | Bajnokság        | Bajnokság | Bajnokság | Kupa  | Kupa  | Ligakupa | Ligakupa | Nemzetközi | Nemzetközi | Egyéb | Egyéb | Összes | Összes |
| Klub                     | Szezon           | Liga             | Mérk.     | Gólok     | Mérk. | Gólok | Mérk.    | Gólok    | Mérk.      | Gólok      | Mérk. | Gólok | Mérk.  | Gólok  |
| ------------------------ | ---------------- | ---------------- | --------- | --------- | ----- | ----- | -------- | -------- | ---------- | ---------- | ----- | ----- | ------ | ------ |
| Juventus U23             | 2019–20          | Serie C          | 2         | 0         | —     | —     | —        | —        | —          | —          | 3     | 0     | 5      | 0      |
| Juventus U23             | 2020–21          | Serie C          | 8         | 1         | —     | —     | —        | —        | —          | —          | 2     | 0     | 10     | 1      |
| Juventus U23             | Összesen         | Összesen         | 10        | 1         | —     | —     | —        | —        | —          | —          | 5     | 0     | 15     | 1      |
| Juventus                 | 2020–21          | Serie A          | 1         | 0         | 2     | 0     | —        | —        | 1          | 0          | 0     | 0     | 4      | 0      |
| Sampdoria (kölcsönben)   | 2021–22          | Serie A          | 13        | 0         | 2     | 0     | —        | —        | —          | —          | —     | —     | 15     | 0      |
| Salernitana (kölcsönben) | 2021–22          | Serie A          | 7         | 0         | —     | —     | —        | —        | —          | —          | —     | —     | 7      | 0      |
| Genoa (kölcsönben)       | 2022–23          | Serie B          | 38        | 4         | 2     | 0     | —        | —        | —          | —          | —     | —     | 40     | 4      |
| Genoa                    | 2023–24          | Serie A          | 19        | 2         | 3     | 0     | —        | —        | —          | —          | —     | —     | 22     | 2      |
| Genoa                    | Összesen         | Összesen         | 57        | 6         | 5     | 0     | —        | —        | —          | —          | —     | —     | 62     | 6      |
| Tottenham Hotspur        | 2023–24          | Premier League   | 9         | 0         | 0     | 0     | —        | —        | —          | —          | —     | —     | 9      | 0      |
| Tottenham Hotspur        | 2024–25          | Premier League   | 13        | 0         | 0     | 0     | 3        | 0        | 5          | 0          | —     | —     | 21     | 0      |
| Tottenham Hotspur        | Összesen         | Összesen         | 22        | 0         | 0     | 0     | 3        | 0        | 5          | 0          | —     | —     | 30     | 0      |
| Karrier összesen         | Karrier összesen | Karrier összesen | 110       | 7         | 9     | 0     | 3        | 0        | 6          | 0          | 5     | 0     | 133    | 7      |

Jegyzetek
1. ↑  Mérkőzése(i) a Serie C felsőházi rájátszásban: (egy mérkőzés) és a Coppa Italia Serie C-ben (két mérkőzés)
2. ↑  Mérkőzése(i) a Serie C felsőházi rájátszásban
3. ↑  Mérkőzése(i) a Bajnokok Ligájában
4. ↑  Mérkőzése(i) az Európa Ligában

### A válogatottban
2025. január 8-i állapot szerint.
| Románia  | Románia | Románia |
| Év       | Mérk.   | Gólok   |
| -------- | ------- | ------- |
| 2022     | 3       | 0       |
| 2023     | 10      | 0       |
| 2024     | 14      | 1       |
| Összesen | 27      | 1       |

#### Góljai a román válogatottban
2025. január 8-i állapot szerint.
 megjegyzés Az eredmények a román válogatott szemszögéből értendők.
| #  | Dátum             | Ellenfél | Eredmény | Kiírás          | Esemény |
| -- | ----------------- | -------- | -------- | --------------- | ------- |
| 1. | 2024. október 12. | Ciprus   | 3 – 0    | Nemzetek Ligája | 36' 82' |

## Sikerei, díjai

### Klubcsapatokban
Juventus U23
- Coppa Italia Serie C: 2019–20

 Juventus
- Coppa Italia: 2020–21
- Supercoppa Italiana: 2020

 Genoa
- Serie B ezüstérmes: 2022–23

 Tottenham Hotspur
- Európa-liga: 2024–25

### Egyéni
- Gazeta Sporturilor Az év román labdarúgója: 2023;[22] második helyezett: 2024

## Fordítás
- Ez a szócikk részben vagy egészben  a   Radu Drăgușin című angol Wikipédia-szócikk fordításán alapul.  Az eredeti cikk szerkesztőit annak laptörténete sorolja fel. Ez a jelzés csupán a megfogalmazás eredetét és a szerzői jogokat jelzi, nem szolgál a cikkben szereplő információk forrásmegjelöléseként.

## További információ(k)

#### Közösségi platformok
- Radu Drăgușin az Instagramon

#### Egyéb weboldalak
- Radu Drăgușin adatlapja a Transfermarkt oldalán (angolul)
- Radu Drăgușin adatlapja a Soccerway oldalon (angolul)
- Radu Drăgușin adatlapja a National Football Teams oldalán (angolul)
- Radu Drăgușin az UEFA adatbázisában (angolul)
- Radu Drăgușin adatlapja a Soccerbase oldalán (angolul)
- Radu Drăgușin adatlapja a Global Sports Archive oldalán (angolul)
- Radu Drăgușin adatlapja a BDFutbol oldalán (angolul)
- Radu Drăgușin adatlapja a Tottenham Hotspur oldalán (angolul)
- Radu Drăgușin adatlapja a Romanian Soccer oldalán (románul)
- Radu Drăgușin adatlapja a worldfootball.net oldalán (olaszul)